# Lorenzo Bellomi
Lorenzo Bellomi (Santa Lucia Extra, 3 gennaio 1929 – Verona, 23 agosto 1996) è stato un vescovo cattolico italiano.

## Biografia
Lorenzo Bellomi nacque nel 1929 a Santa Lucia Extra, un quartiere alla periferia di Verona.

### Formazione e ministero sacerdotale
Completò i suoi studi presso il seminario vescovile veronese e venne ordinato sacerdote nel 1951.
Nel 1953 fu nominato segretario del vescovo coadiutore di Verona Andrea Pangrazio.
Nel 1962 divenne rettore del collegio Don Mazza, mentre dal 1964 al 1966 fu parroco della chiesa della Santissima Trinità in Monte Oliveto situata nel centro storico di Verona.
Nel 1971 fu nominato assistente centrale all'Università Cattolica del Sacro Cuore di Milano.

### Ministero episcopale
Il 17 ottobre 1977 fu nominato da papa Paolo VI vescovo di Trieste.
Ricevette l'ordinazione episcopale il 27 novembre 1977 nella cattedrale di Verona dal vescovo Giuseppe Carraro, co-consacranti gli arcivescovi Pietro Cocolin e Antonio Santin; prese possesso della diocesi triestina l'8 dicembre 1977.
Conferì l'ordinazione episcopale a Eugenio Ravignani.

## Genealogia episcopale e successione apostolica
La genealogia episcopale è:
- Cardinale Scipione Rebiba
- Cardinale Giulio Antonio Santori
- Cardinale Girolamo Bernerio, O.P.
- Arcivescovo Galeazzo Sanvitale
- Cardinale Ludovico Ludovisi
- Cardinale Luigi Caetani
- Cardinale Ulderico Carpegna
- Cardinale Paluzzo Paluzzi Altieri degli Albertoni
- Papa Benedetto XIII
- Papa Benedetto XIV
- Papa Clemente XIII
- Cardinale Marcantonio Colonna
- Cardinale Giacinto Sigismondo Gerdil, B.
- Cardinale Giulio Maria della Somaglia
- Cardinale Carlo Odescalchi, S.I.
- Cardinale Costantino Patrizi Naro
- Cardinale Lucido Maria Parocchi
- Cardinale Agostino Gaetano Riboldi
- Vescovo Francesco Ciceri
- Vescovo Ferdinando Rodolfi
- Vescovo Antonio Mantiero
- Vescovo Giuseppe Carraro
- Vescovo Lorenzo Bellomi

La successione apostolica è:
- Vescovo Eugenio Ravignani (1983)